# 黑眉鸦雀
黑眉鸦雀（学名：Suthora atrosuperciliaris）为鸦雀科的鸟类。分布于巴基斯坦、锡金、印度、缅甸、老挝以及中国大陆的云南等地，多见于躲藏密荫处以及在高草丛间上下穿梭。该物种的模式产地在印度阿萨姆邦。

## 亚种
- 黑眉鸦雀指名亚种（学名：Suthora atrosuperciliaris atrosuperciliaris）。分布于印度以东各地以及中国大陆的云南等地。该物种的模式产地在印度阿萨姆邦。[3]